# On the Run
„On the Run“ je třetí skladba z alba The Dark Side of the Moon od britské progresivně rockové skupiny Pink Floyd z roku 1973. Skladbu složili David Gilmour a Roger Waters.